# Nizhnevartovsk

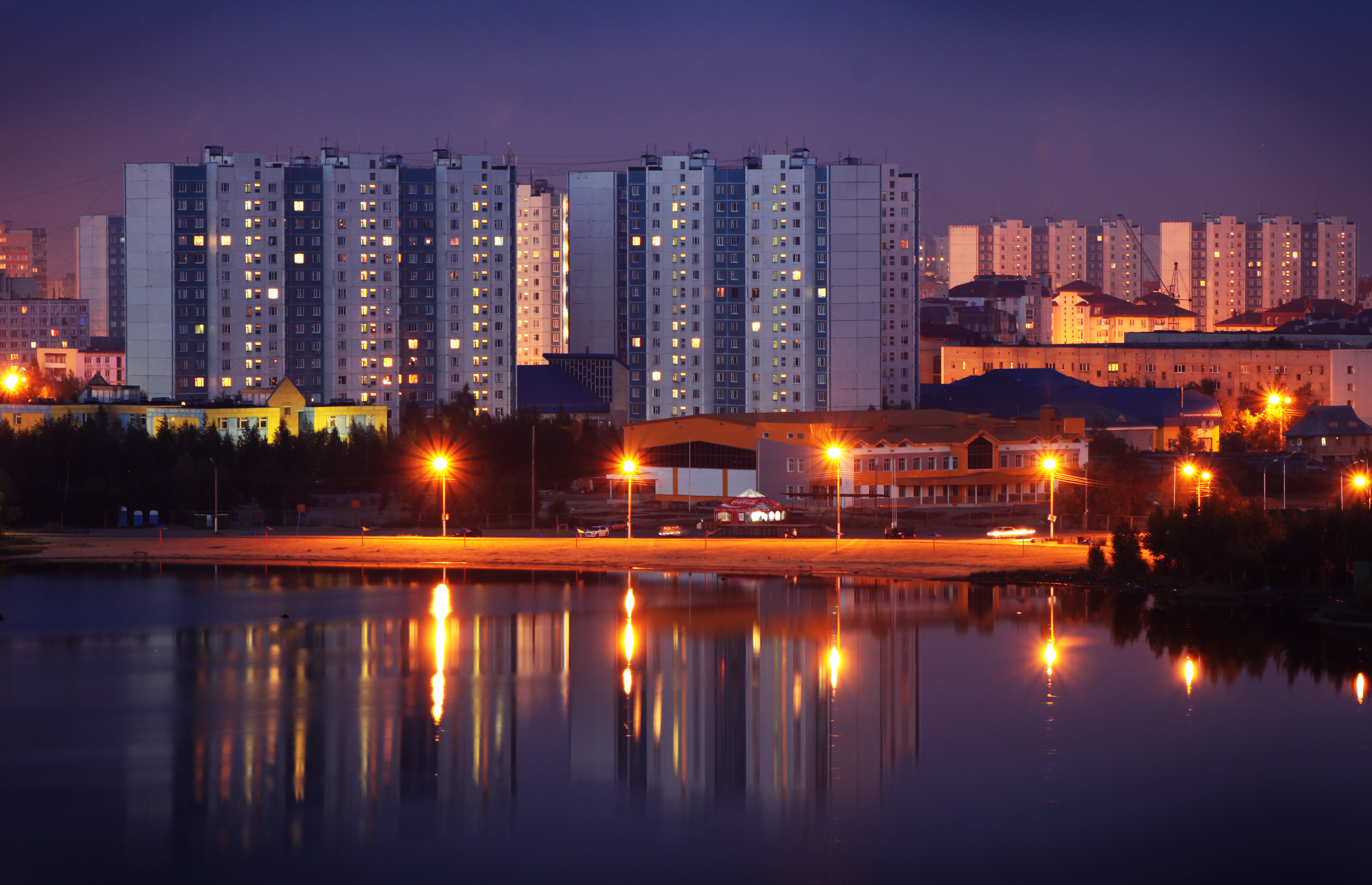

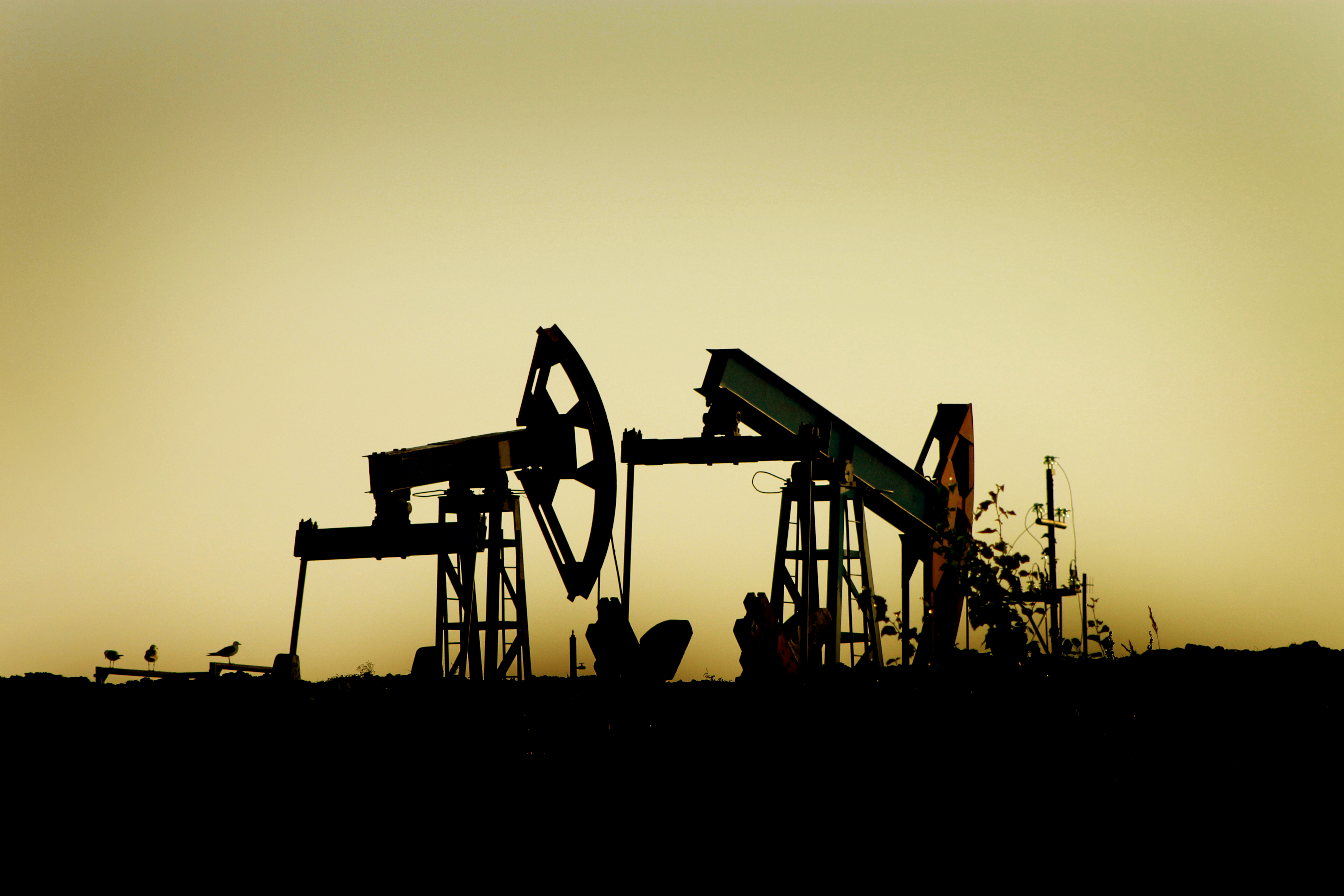

Nizhnevartovsk (em russo:  Нижневартовск) é uma cidade da Rússia, no distrito autónomo de Khântia-Mânsia. É a segunda maior cidade do seu distrito, tendo em 2010 sido recenseados 251 694 habitantes.
Foi fundada em 1909. O seu desenvolvimento, e transformação em grande cidade, foi impulsionado em 1960 pela descoberta do campo petrolífero de Samotlor, o maior da Rússia. O estatuto de cidade chegaria em 1972. Nizhnevartovsk é o centro da região da Sibéria Ocidental. Cidade produtora de petróleo e uma das mais ricas do país, dispõe do aeroporto de Nizhnevartovsk, o 15.º da Rússia em número de passageiros, muito à frente de outras grandes cidades russas. O seu clima é muito rigoroso, com muitos dias de inverno a temperaturas de -50ºC.
A cidade tem sistema de rede bem desenhado, e localiza-se na margem do rio Ob.
Está geminada com Marselha (França) e Xangai (República Popular da China).